# Mayschoß
Mayschoß là một đô thị thuộc huyện Ahrweiler, bang Rheinland-Pfalz, phía tây nước Đức. Đô thị Mayschoß có diện tích 5,66 km², dân số thời điểm ngày 31 tháng 12 năm 2006 là 992 người.